# Ď
Ďď – litera alfabetu łacińskiego występująca w języku czeskim i w języku słowackim. Oznacza spółgłoskę dźwięczną /ɟ/.
Podobnie jak litera ť ma inny rodzaj znaku diakrytycznego w wersji wielkiej, a inny w wersji małej. Wielka litera Ď ma znak diakrytyczny obvyklý háček (przypominający małą literę v), mała litera ď ma znak diakrytyczny malý háček nazywany także klička (przypominający przecinek). W piśmie ręcznym najczęstszym znakiem diakrytycznym jest obvyklý háček zarówno przy literze małej, jak i wielkiej. Nie jest poprawne zapisywanie małej litery ď jako zwykłego d z apostrofem.
Litera nie stanowi odrębnego znaku przy sortowaniu alfabetycznym wyrazów – traktowana jest jak d.